# Immaculée Conception
Pour les articles homonymes, voir Immaculée conception (homonymie).
L'Immaculée Conception est un dogme de l'Église catholique qui déclare que la conception de la Vierge Marie est « sans tache », c'est-à-dire exempte du péché originel hérité par tous les hommes depuis Adam et Ève.
Avec cette doctrine, l’Église catholique souligne la place particulière de Marie en tant que mère du Christ et affirme que Dieu, anticipant la naissance de son Fils (Jésus-Christ), a préservé Marie dès le moment de sa conception dans le sein de sa mère, Anne. Cette doctrine ne doit pas être confondue avec la conception virginale de Jésus-Christ, c'est-à-dire le dogme de l'Incarnation. L'Immaculée Conception se rapporte uniquement à la conception de Marie sans péché.
Apparu lors du Moyen Âge tardif dans l'Église catholique, ce point de foi est défini comme dogme le 8 décembre 1854 par le pape Pie IX dans la constitution apostolique Ineffabilis Deus. Sa fête est célébrée par les catholiques le 8 décembre lors de la fête qui lui est dédiée. Il s'agit d'une fête de précepte.
L'Église orthodoxe, les Églises protestantes et l'Église copte y voient un théologoumène ou une hérésie,,.

## Dogme catholique

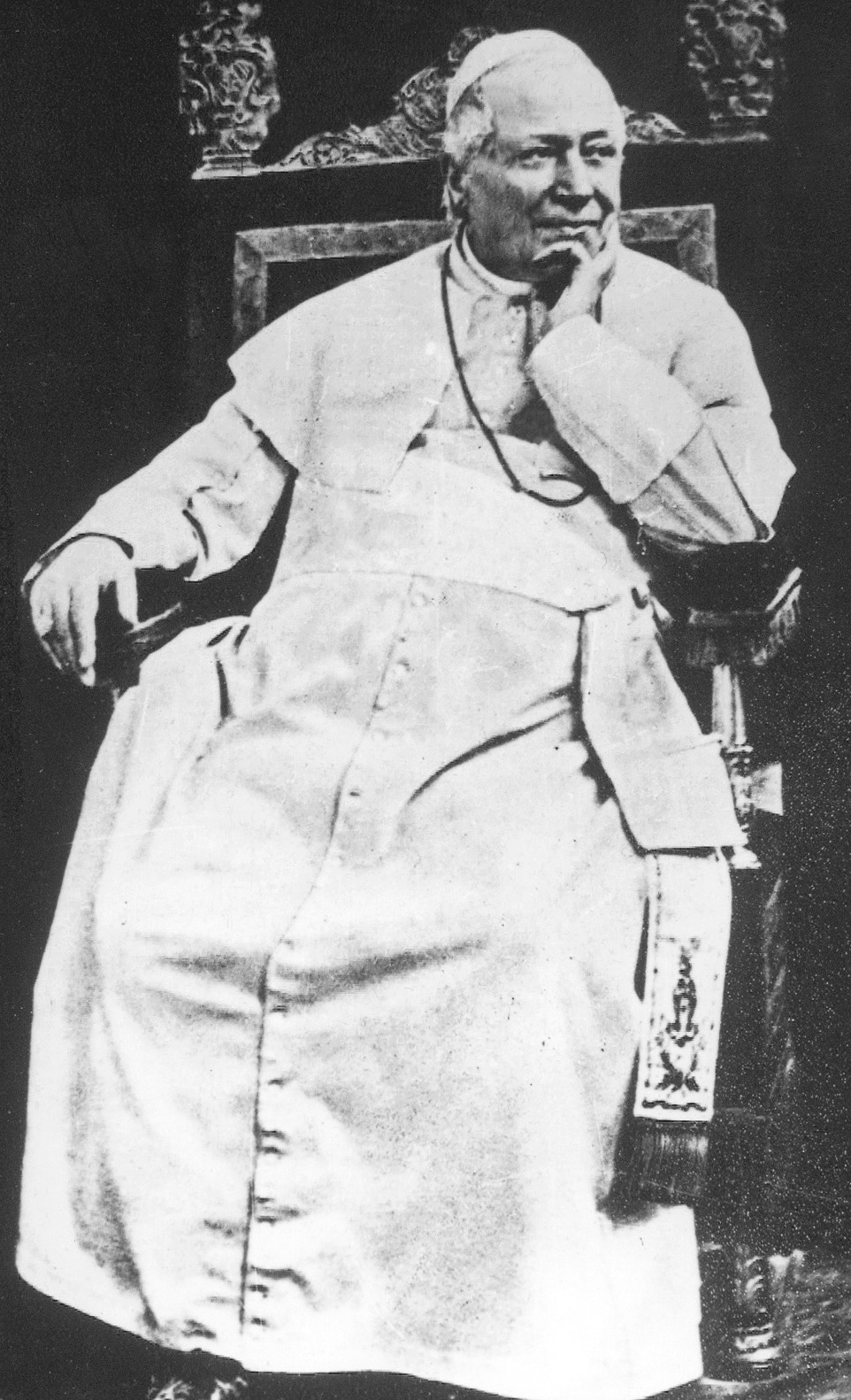
Le pape Pie IX, qui a proclamé le dogme de l'Immaculée Conception par la Constitution apostolique Ineffabilis Deus.

Le dogme de l'Immaculée Conception signifie que Marie, mère de Jésus, est libre du péché originel dès le moment de sa conception. Ce dogme est proclamé le 8 décembre 1854 par la constitution apostolique Ineffabilis Deus du pape Pie IX, qui déclare :

« Par l'autorité de Notre Seigneur Jésus-Christ, des bienheureux Apôtres Pierre et Paul, et par la Nôtre, Nous déclarons, prononçons et définissons que la doctrine selon laquelle la bienheureuse Vierge Marie fut dès le premier instant de sa Conception, par une grâce et un privilège spécial de Dieu tout-puissant, en vue des mérites de Jésus-Christ, Sauveur du genre humain, préservée et exempte de toute souillure de la faute originelle, est révélée de Dieu, et que par conséquent elle doit être crue formellement et constamment par tous les fidèles. »

La constitution dogmatique Lumen gentium publiée le 21 novembre 1964 par le concile Vatican II, déclare que la Vierge Marie a été « rachetée de façon éminente en considération des mérites de son Fils » (LG 53) et que, « indemne de toute tache de péché, ayant été pétrie par l'Esprit saint, [elle a été] formée comme une nouvelle créature ».

## Origine du dogme

### Littérature chrétienne antique

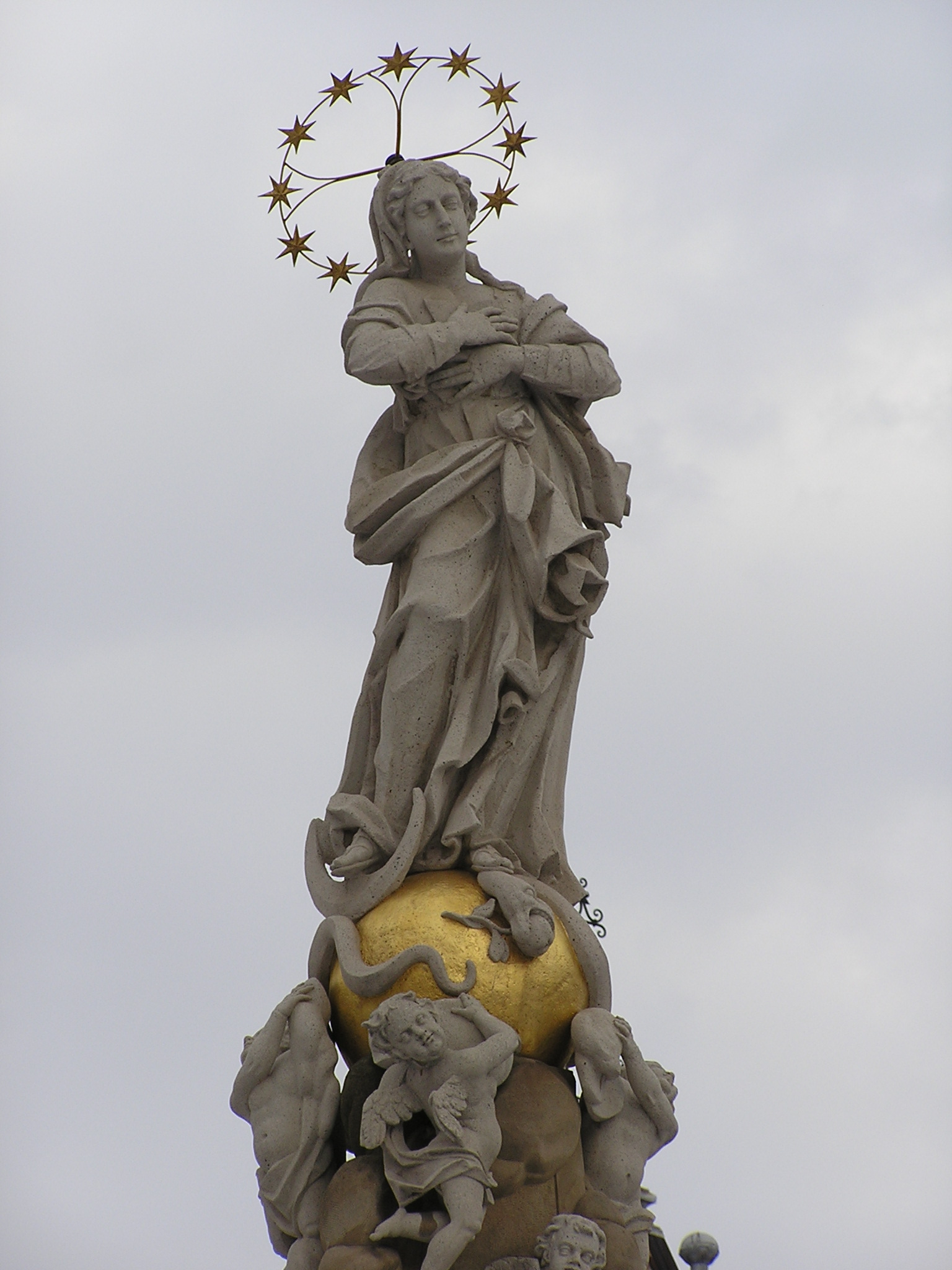
Statue de l'Immaculée Conception en Slovaquie (XVIIIe siècle)

Aux IIe et IIIe siècles, s'ils s'accordent sur les vertus exceptionnelles de la mère de Jésus, des théologiens comme Tertullien, Origène ou encore Jean Chrysostome estiment qu'elle n'est pas exempte d'avoir commis des péchés. Selon la théologienne catholique Marie-Jeanne Berère, malgré l'importance que prend progressivement le culte de Marie, « l'imaginaire marial » sur sa sainteté se développe également, propageant l'idée selon laquelle la mère du Christ ne peut avoir commis de faute contre Dieu, qu'elle est « sans souillure ni corruption ».
Tertullien, affirme que « Dieu seul est sans péché ; le seul homme sans péché est le Christ, puisque le Christ est aussi Dieu »,, où il s'oppose à l'idée qu'un autre humain que le Christ puisse avoir échappé au péché originel,.
Selon Marie-Jeanne Berère, la question se pose alors de savoir à quel moment de son existence remonte cet état de pureté et différentes réponses sont apportées : dès sa propre conception, dans le sein de sa mère, à sa naissance ou encore à la conception de Jésus. Par ailleurs, le développement vers la même époque de la théologie sur le péché originel, censé entacher tout être humain dès sa conception, incite les tenants d'une sainteté intégrale de Marie à considérer qu'elle en a été préservée, ce qui reste encore douteux pour Augustin d'Hippone lui-même. Néanmoins, dans Contra Julianum, qui fut approuvé par le concile de Carthage, saint Augustin exempta la Bienheureuse Marie du péché originel.
Hilaire de Poitiers ne défend pas non plus cette doctrine,, déclarant que le Christ est « seul sans péché »,. Jean Cassien conserve aussi cette position,.

### Théologie médiévale
Le dogme de l'Immaculée Conception n'apparaît pas avant le Moyen Âge central, aux XIe et XIIe siècles,. Il est surtout poussé par les franciscains à partir du XIIIe siècle, rencontrant l'opposition des autres ordres religieux catholiques,.
Selon la chercheuse du CNRS Réjane Gay-Canton, le franciscain Marquard von Lindau utilise des textes islamiques pour justifier la véracité de l'Immaculée Conception. Par exemple, il cite la sourate Al-Imran du Coran.
En Europe occidentale, un débat théologique oppose les « immaculistes » (tenants de l'Immaculée Conception) aux « maculistes ». Ainsi, Bernard de Clairvaux, pourtant connu pour sa dévotion mariale, s'élève contre ce dogme en 1146. Un siècle plus tard, Thomas d'Aquin se montre défavorable à la notion d'Immaculée Conception,,.
Parmi les premiers défenseurs de l'Immaculée Conception, Jean Duns Scot (1266-1308) affirme que la Mère de Dieu ne peut être entachée  par le péché originel. Le moine carme John Baconthorp, d'abord opposé à cette doctrine, en devient un fervent partisan en 1340. Pierre Thomas (1305-1366), patriarche latin de Jérusalem et moine carme, affirme dans un traité sa foi en la « conception immaculée de la Vierge Marie ».
La thèse maculiste est portée par les Dominicains tandis que les arguments des immaculistes sont principalement l'œuvre de prédicateurs franciscains. Certains papes, comme Jean XXII (1316-1334), Benoît XII (1334-1342) ou Clément VI (1342-1352), soutiennent les Dominicains. Face à eux, les Franciscains sont soutenus par les Carmes, par les Augustins et par les enseignants de la Sorbonne ainsi que par le pape Clément VII (1378-1394) et par la cour pontificale d'Avignon.
Ces débats entraînent des turbulences : la Sorbonne est paralysée une année par cette querelle. En 1387, le dominicain Johannes de Montesono est condamné pour avoir enseigné que Marie était née avec le péché originel.
C'est au cours du XIVe siècle que s'opère le changement. Si le discours maculiste reste majoritaire, la pratique de la fête se popularise. Les arguments des prédicateurs franciscains comme Pierre d'Auriol avec son Tractatus de conceptione Beatae Mariae Virginis, ou Duns Scot qui attribue à Marie le rôle de « parfait médiateur », finissent par convaincre les théologiens, en particulier Jean Gerson et Pierre d'Ailly, aumônier du roi Charles VI,, Pierre d'Ailly  défend en 1388 devant la papauté d'Avignon l'idée de l'Immaculée Conception. Sa plaidoirie remporte l'adhésion des autorités ecclésiastiques, face aux Dominicains, et fort de son succès, dès son retour à Paris, il fait renvoyer de la maison royale tous les Dominicains qui contestaient cette doctrine.

## Proclamation du dogme

### De 1830 à la proclamation solennelle

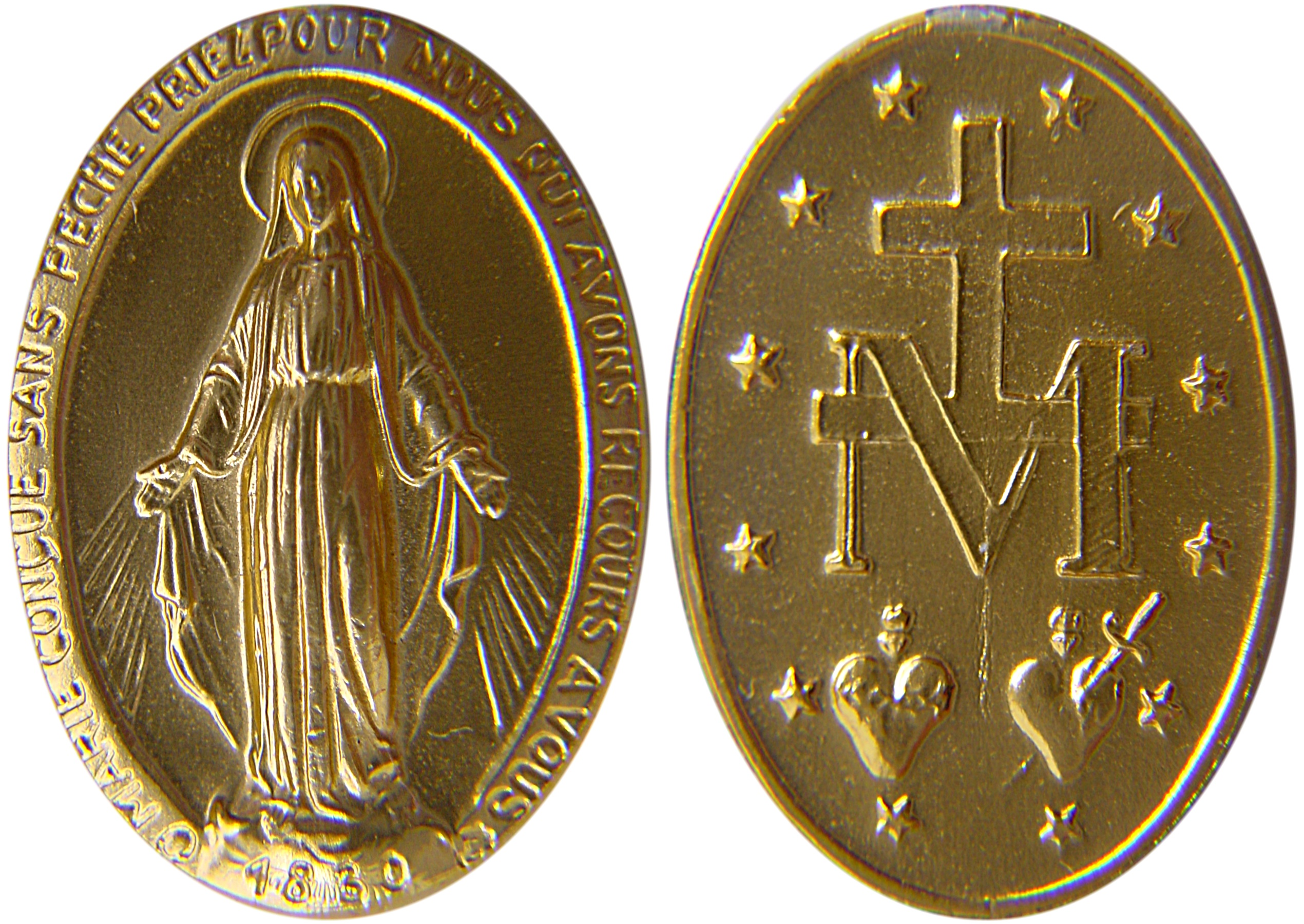
Médaille de l'Immaculée Conception, ou médaille miraculeuse (1830).

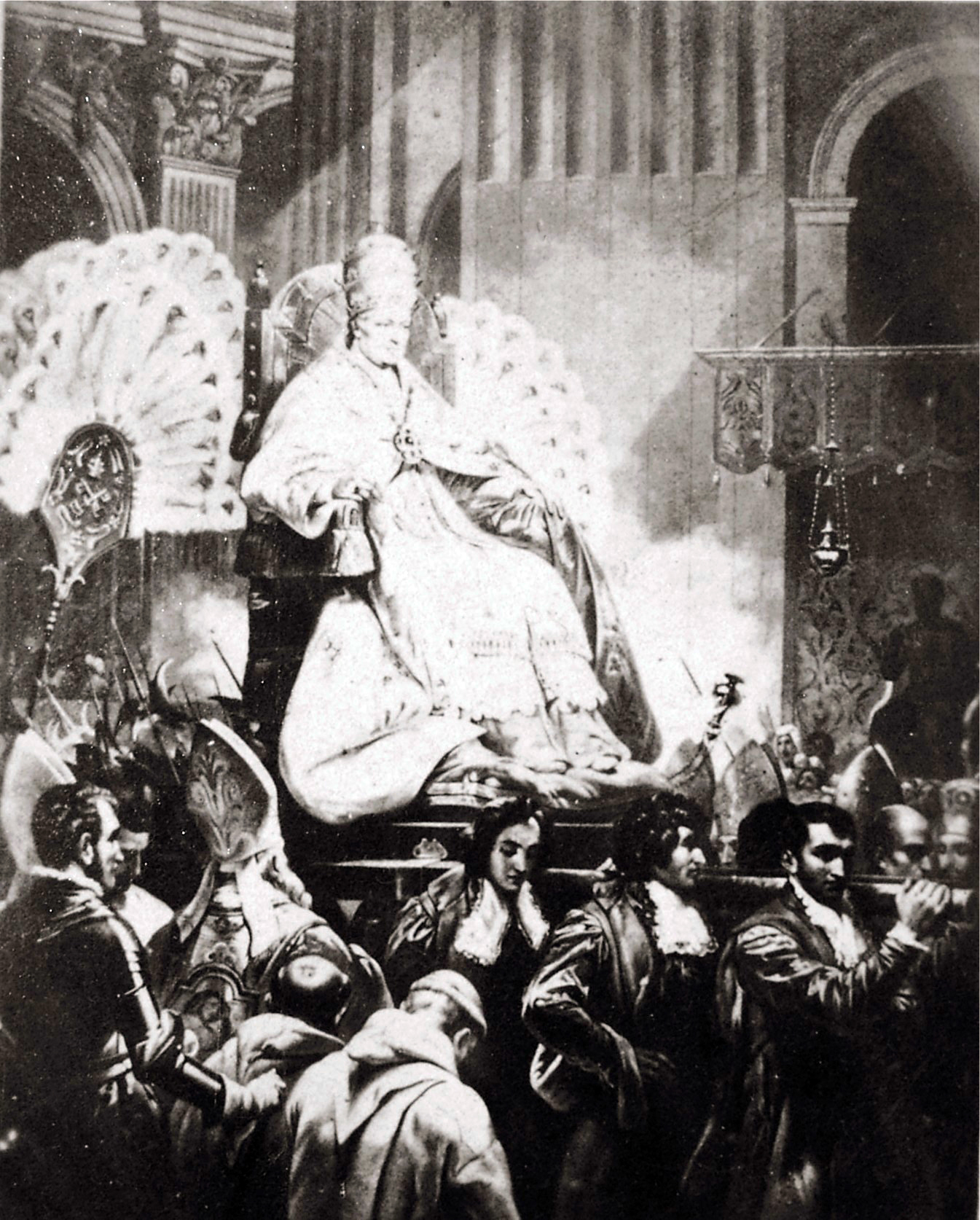
Le pape Pie IX entrant dans la basilique Saint-Pierre de Rome, porté solennellement sur la sedia gestatoria.

Lors des apparitions mariales dont Catherine Labouré s'est dite favorisée, rue du Bac à Paris en 1830, la Vierge se serait présentée, selon son récit, comme « conçue sans péché ». La médaille miraculeuse, frappée avec l'invocation « Ô Marie, conçue sans péché, priez pour nous qui avons recours à vous », popularise la foi en la conception immaculée de Marie.
Dans l’Église catholique, plusieurs voix se font alors entendre pour demander au pape la formulation du dogme de l'Immaculée Conception. Ainsi, le VIIe concile de Baltimore en 1849 conclut ses travaux « en estimant opportun de définir comme un dogme l'Immaculée Conception de la Bienheureuse Vierge Marie ».
Pour répondre aux demandes des évêques, Pie IX, après son élection, institue le 1er juin 1848 une commission de vingt théologiens et une congrégation antépréparatoire de huit cardinaux. Le pape sollicite ensuite par écrit l'avis de tous les évêques, via l'encyclique Ubi primum du 2 février 1849.
Le 10 mai 1852, le pape réunit une commission spéciale pour élaborer le texte définitif qui, après l'approbation par un consistoire, est promulgué le 8 décembre 1854 sous le titre d'Ineffabilis Deus.

### Arrière-plan historique et théologique

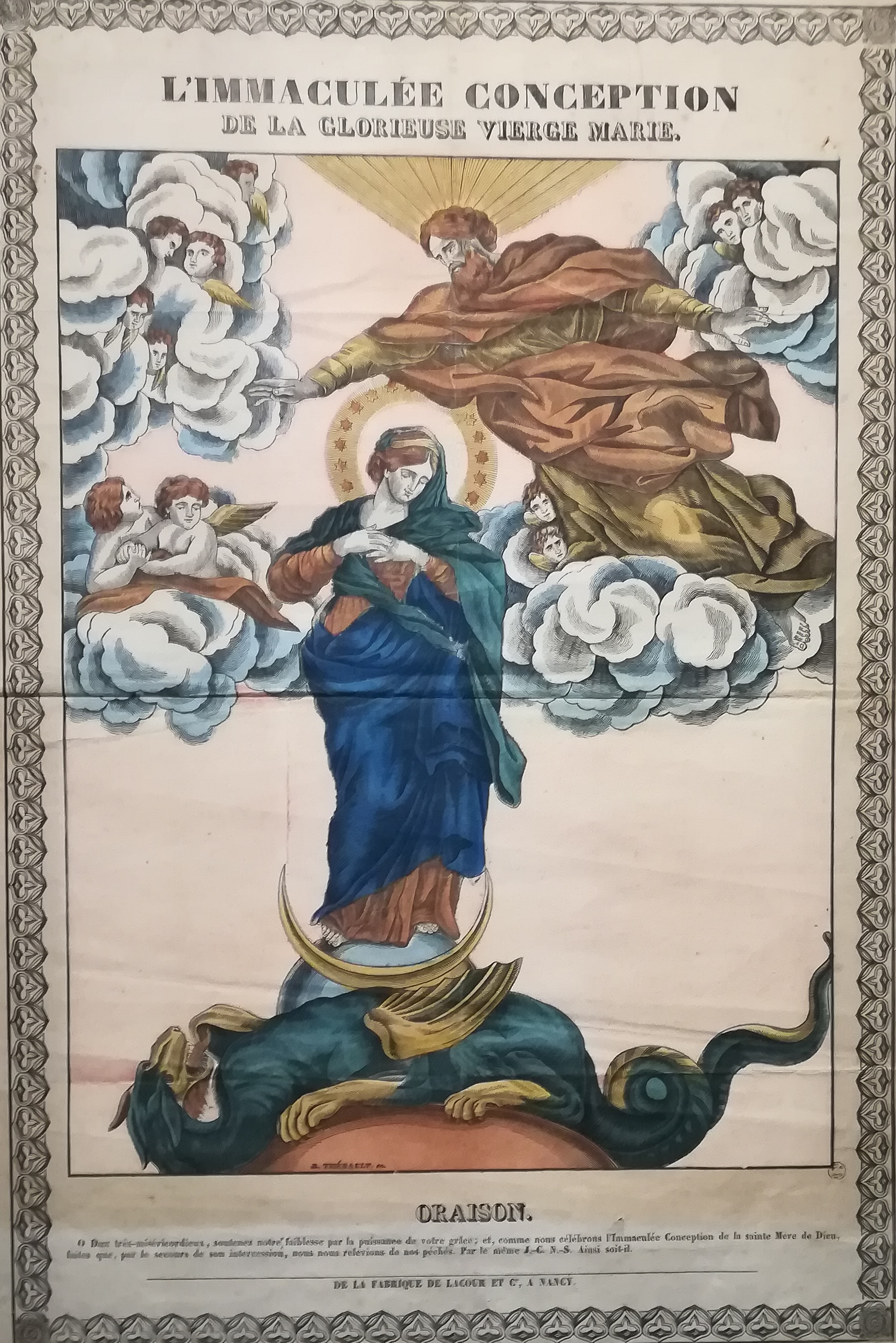
Image pieuse représentant l'Immaculée Conception (imprimée à Nancy en 1835).

La promulgation de ce dogme est à replacer dans le contexte des documents pontificaux de la même époque : le Mirari vos de Grégoire XVI (1832) ainsi que les divers textes de Pie IX, Qui pluribus (1846), Ineffabilis Deus (1854), Quanta cura et Syllabus (1864). La proclamation d’un dogme marial au milieu de textes concernant surtout la montée en puissance du rationalisme, ne présente pas, à première vue, de cohérence avec la série.
Or la doctrine de l'Immaculée Conception traite du péché originel dont seule Marie, la mère du Christ, serait exempte. Il s’agit donc de s'opposer aux  courants qui revendiquent l’exercice autonome de la raison, devenue faillible par une corruption de l’esprit due à l’orgueil. Dans cette perspective, le dogme s'inscrit dans la série. D'autres points méritent d'être signalés : la longue tradition de cette croyance, le fait que c'est la première fois que le pape use de l'infaillibilité pontificale avant même que celle-ci ne soit définie à son tour par un dogme en 1870.
Pie IX se caractérise en effet par son « intransigeance » qui refuse toute « transaction » avec les quatre principales causes des « malheurs du temps », selon sa terminologie : l'esprit de la Réforme protestante, la philosophie des Lumières, l'héritage de la Révolution française et le libéralisme étatique. Cette position ne saurait toutefois se réduire au rejet du courant moderniste : Pie IX, dernier souverain des États pontificaux, comme le souligne Yves-Marie Hilaire, s'efforce avant tout de préserver et de transmettre le « dépôt de la foi » de l'Église catholique au moment même où celle-ci paraît menacée de toutes parts. Dès lors, tout en s'employant à favoriser la renaissance de la religion, Pie IX considère la promulgation de nouveaux dogmes aussi bien comme le nécessaire exercice de ses droits de souverain pontife que comme « un approfondissement et un aboutissement de la tradition vivante de la foi à travers les siècles ».

## Suites de la promulgation

### Assassinat de l’archevêque de Paris

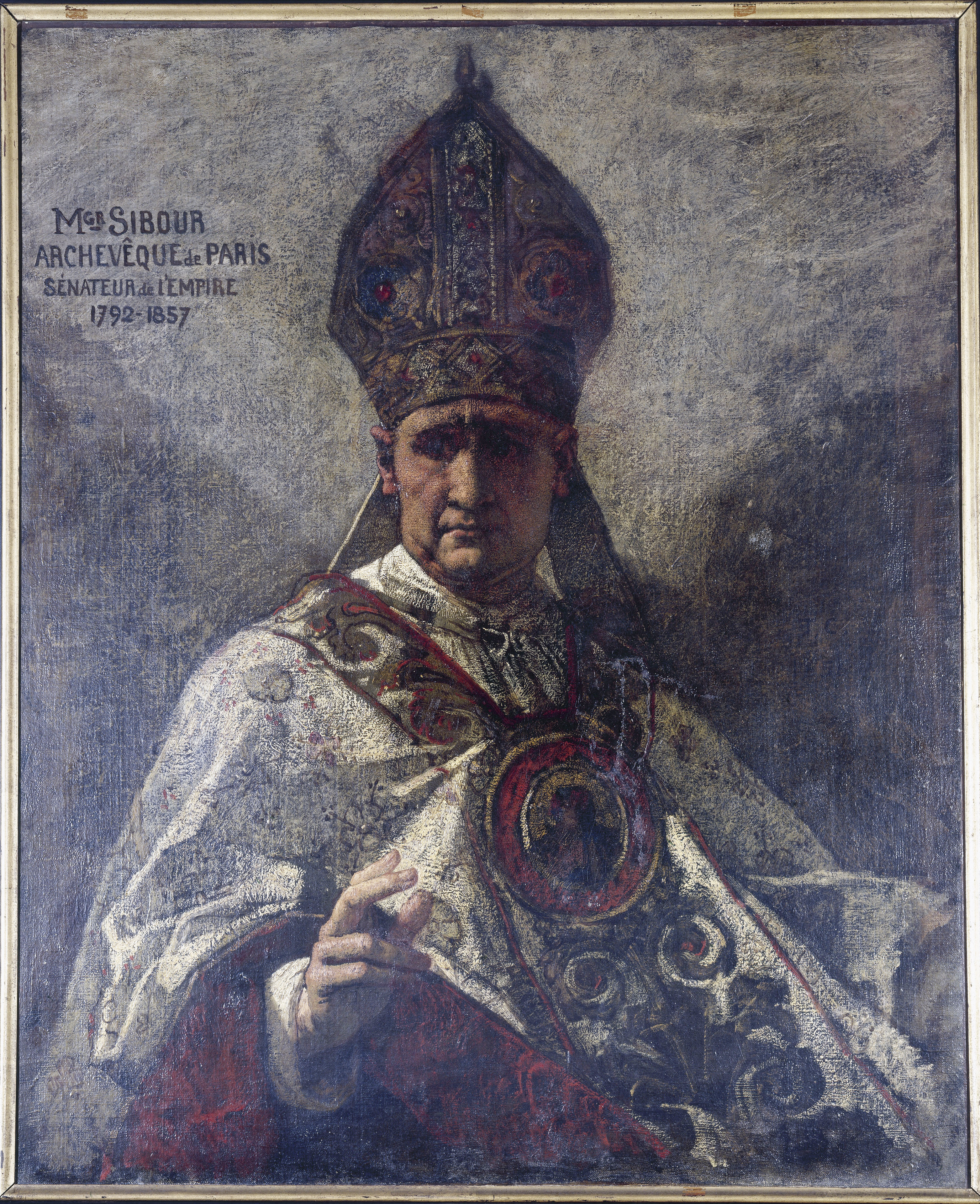
Marie Dominique Auguste Sibour (1792-1857), archevêque de Paris, par Thomas Couture, musée Carnavalet.

Deux ans après la proclamation du dogme, Auguste Sibour, archevêque de Paris, est poignardé en pleine église à l'issue d'une cérémonie, le 3 janvier 1857 par Jean-Louis Verger ancien curé, visiblement déséquilibré, et déjà sanctionné par l’Église. Lors de son crime, il s'écrie « À bas les déesses », expliquant que son geste est une contestation du dogme de l'Immaculée Conception, mais quelques heures après il se rétracte, donnant une autre motivation à son meurtre (une protestation contre le célibat des prêtres),. Son procès, qui se conclut par sa condamnation et son exécution le 30 janvier 1857, donne lieu à de nouveaux esclandres de sa part. Une plaque scellée, à l'entrée de la nef de l'église Saint-Étienne-du-Mont commémore le meurtre de l'archevêque.

### Apparitions mariales

#### Apparitions de Lourdes

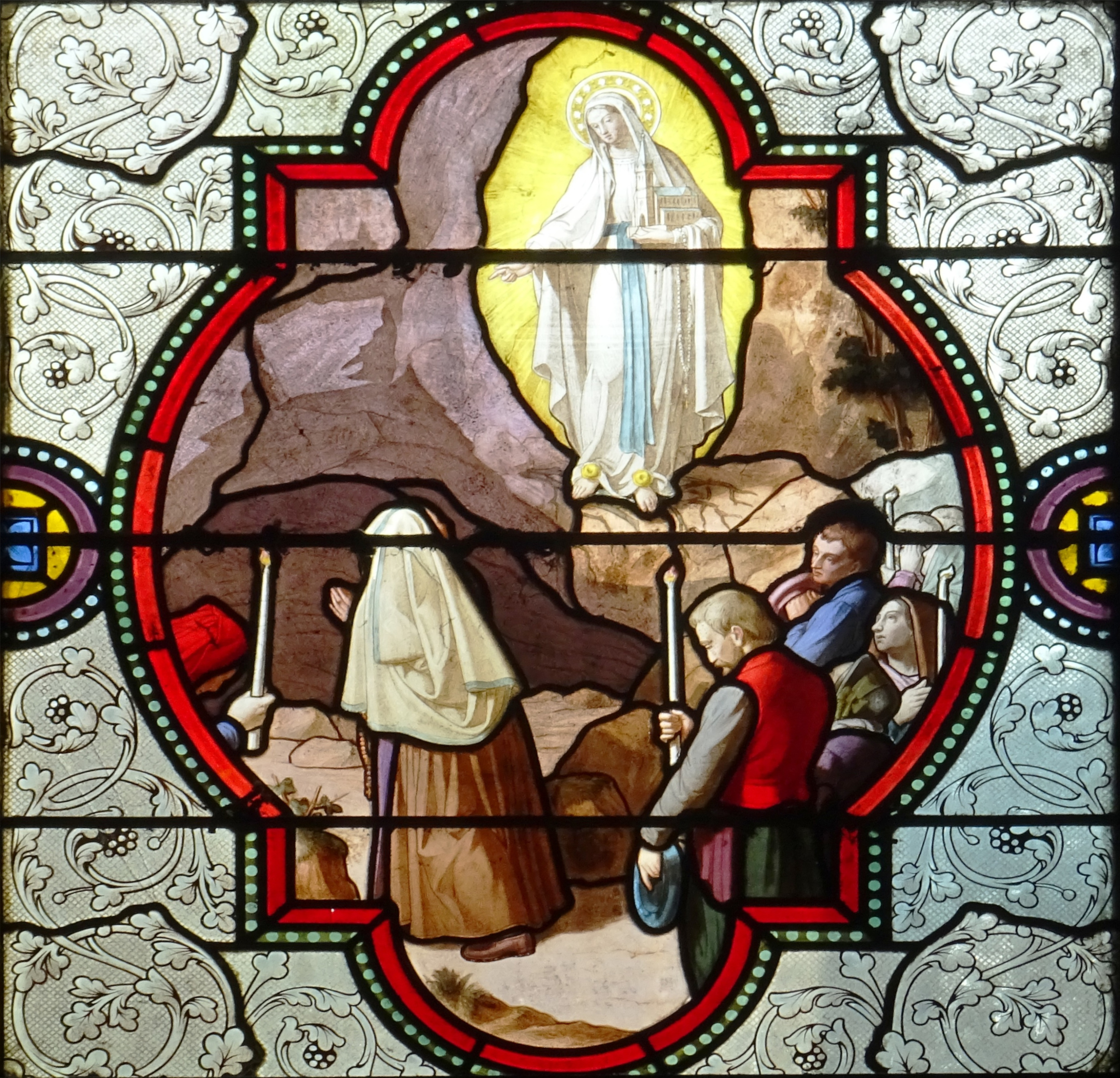
Vitrail de la basilique de l'Immaculée-Conception - 16e apparition de la Vierge qui révèle à Bernadette : Je suis l'Immaculée Conception.

À Lourdes, Bernadette Soubirous affirme que, le 25 mars 1858 — jour de l’Annonciation —, soit quatre ans après la promulgation du dogme, la « dame » qui lui est apparue s'est elle-même présentée ainsi, en gascon, dans la grotte de Massabielle, à Lourdes : « Que soy era immaculada councepciou » (« Je suis l'Immaculée Conception »). Jean-Paul II indiquera dans une homélie que cette déclaration vient confirmer le dogme de l'Immaculée Conception puisque « à Lourdes, [Marie] s’appela du nom que Dieu lui a donné de toute éternité ; oui, de toute éternité, il la choisit avec ce nom et il la destina à être la Mère de son Fils, le Verbe éternel ».

#### Apparitions de Gietrzwałd
En 1877, lors des apparitions mariales de Gietrzwałd, les voyantes déclarent avoir vu une « dame » qui leur aurait dit : « Je suis la très sainte Vierge Marie immaculée ». Quelques jours plus tard, la Vierge aurait demandé aux jeunes filles de faire installer un reposoir avec une statue de l'Immaculée Conception. Ces apparitions ont été reconnues comme « authentiques et dignes de foi » en 1977, à l'occasion du centenaire des apparitions. Lors de cette proclamation, était présent l'archevêque Karol Wojtyła, futur pape Jean-Paul II.

#### Apparitions de Beauraing
En 1932, lors des apparitions mariales de Beauraing, les voyants affirment que l'apparition (qu'ils ont très vite désignée comme la Vierge Marie), leur déclare qu'elle est « la Vierge immaculée ». Si les enfants rapportent d'autres titres mariaux comme « la Mère de Dieu, la reine des Cieux », ils ne précisent pas « Immaculée Conception », mais simplement, par deux fois, « la Vierge immaculée ». Ces apparitions (une trentaine) sont reconnues par l'évêque du lieu, et ainsi par l'Église catholique en 1947.

### Église catholique auXXesiècle
Le Catéchisme de l'Église catholique, concernant ce dogme de foi, indique :
- « Pour être la Mère du Sauveur, Marie fut pourvue par Dieu de dons à la mesure d’une si grande tâche »[46], il ajoute « par la grâce de Dieu, Marie est restée pure de tout péché personnel tout au long de sa vie »[47].
- « La bienheureuse Vierge Marie a été, au premier instant de sa conception, par une grâce et une faveur singulière du Dieu Tout-Puissant, en vue des mérites de Jésus-Christ Sauveur du genre humain, préservée intacte de toute souillure du péché originel »[48].

Il affirme également que ce dogme prononcé par Pie IX en 1854 est le fruit d'une lente prise de conscience de l’Église « au long des siècles » qui remonte aux pères de la tradition orientale — c'est-à-dire aux premiers siècles de l’Église.
Ce point de foi exprimé dans le Catéchisme de l’Église est appuyé sur des citations bibliques (Lc 1,28, Ep 1,3-4, Ep 5,27), ainsi que sur la constitution dogmatique Lumen Gentium (§ 53 et 56).

## Autres confessions chrétiennes

### Église orthodoxe orientale chalcédonienne
Wladimir Guettée s'étonne que, malgré la forte opposition à l'Immaculée Conception dont témoignent selon lui les grands docteurs scolastiques, la bulle de proclamation du dogme puisse qualifier la croyance en cette doctrine de constante, unanime et universelle. D'autre part, Jean de Shanghaï affirme qu'aucun des textes des anciens Pères (mis en avant par les catholiques) qui ont exalté la pureté de Marie n'a parlé spécifiquement d'une conception sans péché originel ou même d'une purification de la Sainte Vierge dans le sein de sa mère,. Selon Guettée, la Mère de Dieu est appelée dans les livres de prières orthodoxes « toute-sainte », « toute-pure », « toute-bienheureuse », « toute-glorieuse », « toute-immaculée », non par une absence du péché des ancêtres, mais par une absence de tout péché personnel qui, jusqu'à l'Annonciation, fut le fruit de sa lutte personnelle jointe à l'abondance de grâce répandue en elle. Toujours selon Guettée, en déclarant cela, l'Église orthodoxe se veut fidèle à la tradition des Pères. Guettée cite en exemple, saint Ambroise ou saint Augustin qui tous deux parlent de la Sainte Vierge comme « sans défaillances », « immaculée » ou « sans péchés », mais qui affirment par ailleurs : « Parmi tous ceux qui sont nés des femmes, il n'y a de parfaitement saint que le Seigneur Jésus : lui seul par la manière ineffable dont il a été conçu, et par la puissance infinie de la divine Majesté, n'a point éprouvé la contagion du vice qui corrompt la nature humaine » (saint Ambroise, in Luc, II, 55) ; et « Jésus-Christ seul n'a jamais eu de péché ; il n'a pas pris la chair de péché, quoiqu'il ait pris de sa mère une chair qui était celle du péché ; car ce qu'il en a pris de sa mère, ou il l'a purifié avant de le prendre, ou il l'a purifié en le prenant » (saint Augustin, de Peccatt. remiss., livre II).
Concernant la "convenance" de l'Immaculée Conception, le point de vue des orthodoxes peut être résumé par cette phrase du théologien orthodoxe Vladimir Lossky : « Si la Sainte Vierge avait été isolée du reste de l’humanité par un privilège de Dieu lui conférant d’avance l’état de l’homme avant le péché, alors son consentement libre à la volonté divine, sa réponse à l’archange Gabriel, perdraient le lien de solidarité historique avec les autres actes qui contribuèrent à préparer, au long des siècles, l’avènement du Messie »,. Le dogme catholique de l’Immaculée Conception, en offrant une possibilité de libération du péché originel avant la crucifixion de Jésus, remet finalement en cause tout le plan divin du salut et de la Rédemption après la chute, ce qui est incompréhensible pour les pères grecs.
Les catholiques répliquent généralement à cette objection en disant qu'être libéré du péché originel n'enlève pas le libre arbitre. Or il s'agit pour les orthodoxes d'affirmer que « Marie incarne le libre élan vers Dieu de l'humanité, non-rédimée encore ».
Selon Martin Jugie, prêtre catholique assomptionniste du début du XXe siècle, la croyance en l'Immaculée conception parmi certains orthodoxes et spécialement les vieux-croyants, serait « le fidèle écho de l’antique tradition, antérieure à la réforme du patriarche Nicon (1652-1666) ». Il cite également le règlement intérieur du Monastère de Bélokrinitsa daté de 1841 : « La Mère du Créateur de tout l'univers, non seulement n'a participé en rien à la tache originelle, mais elle est toujours demeurée pure comme le ciel et toute belle. » Pour Georges Florovsky, au contraire, ces traces d'une doctrine de l'Immaculée Conception ne sont que la manifestation de l'influence de la théologie catholique romaine en Russie au dix-septième siècle. Le théologien orthodoxe d’origine russe Paul Evdokimov signale que « la doctrine latinisante de Syméon de Polotsk au sujet de la conception de la Vierge » est due aux « infiltrations romaines dans la théologie de la Russie du sud aux XVIIe et XVIIIe siècles » (Dimitri de Rostov) ; cette doctrine ne représente que quelques traces hétérodoxes dans la dévotion à la Vierge de cette époque.

### Église orthodoxe orientale non-chalcédonienne
Les Église orthodoxe éthiopienne et Église orthodoxe érythréenne croient en la conception immaculée de la Théotokos. La proposition des orthodoxes éthiopiens est la suivante : « Notre-Dame, la Vierge Marie, qui a conçu et mis au monde Jésus-Christ dans la virginité, est exempte du péché originel dérivé des descendants d'Adam, pure de tout péché de la chair et de l'âme ; inscrite dans la conscience de Dieu avant le temps de sa naissance, libre et protégée des désirs et des fragilités humaines, et la meilleure parmi les élus. Telle est la Vierge Marie – Pure et Sainte des Saintes. (Cantique 4.7) ».

### Églises protestantes
Selon la Fédération protestante de France, les protestants, dont les chrétiens évangéliques, ont un réel respect pour Marie, confessée « Mère de Dieu », avec le concile d'Éphèse, et font valoir l'absence totale de base scripturaire pour le dogme de l'Immaculée Conception.
La déclaration du Dialogue entre l’Église catholique et les Églises luthériennes, « The One Mediator, the Saints, and Mary » publiée en 1990 après sept ans d'étude et de discussion, reconnaît que les luthériens et les catholiques restent séparés « par des points de vue divergents sur des questions telles que l'invocation des saints, l'Immaculée Conception et l'Assomption de Marie » ; le rapport final de la Commission internationale anglicane-catholique romaine (ARCIC), créée en 1969 pour favoriser les progrès œcuméniques entre l'Église catholique romaine et la Communion anglicane, enregistre aussi le désaccord des anglicans avec la doctrine, bien que les anglo-catholiques puissent considérer l'Immaculée Conception comme croyance pieuse facultative.

### Autres Églises
Le Groupe des Dombes (réunissant des protestants et catholiques de langue française) écrit : « Dans la mesure où les catholiques admettent que le fiat de Marie lors de l'Annonciation n'était possible que moyennant la grâce de Dieu, ils peuvent justement présenter l'Immaculée Conception comme une expression radicale de cette grâce […]. Inversement, dans la mesure où les protestants reconnaissent que le don de la grâce ne dispense pas Marie de répondre librement et activement à la volonté de Dieu, ils peuvent alors mieux comprendre le sens de la position catholique selon laquelle l'Immaculée Conception n'a pas pour effet d'arracher Marie à la condition humaine, mais plutôt de la préparer à pouvoir un jour, comme toute créature rachetée, apporter sa réponse active à l'initiative de Dieu ».

### Patronne de pays et de régions

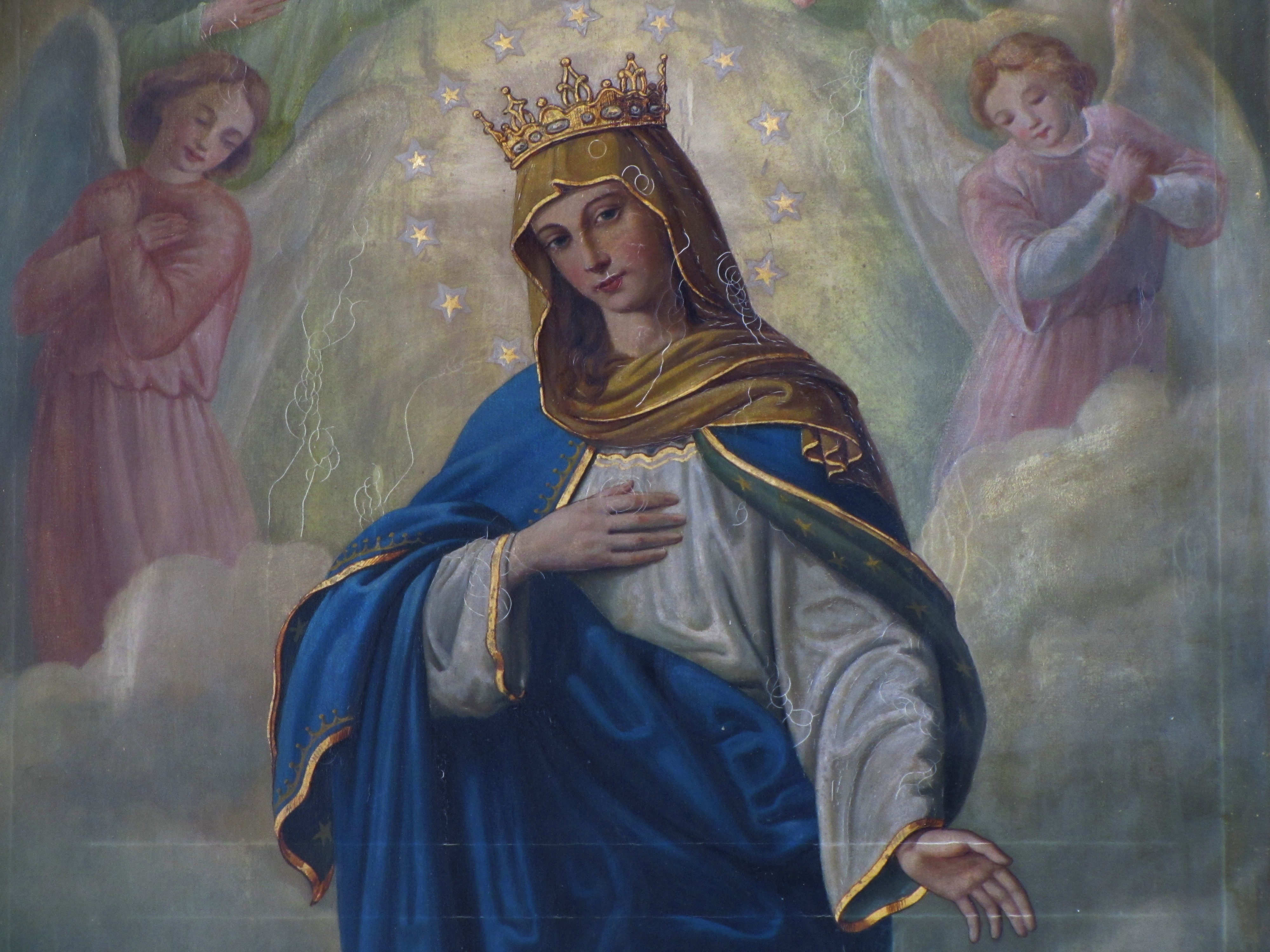
L'Immaculée Conception, patronne du Portugal, de la Corse et des États-Unis.

Si la Vierge Marie a été proclamée sainte patronne principale de la France par Pie XI en 1922, à la suite entre autres du vœu de Louis XIII, c’est sous le vocable de Notre-Dame de l’Assomption, fêtée le 15 août et non celui de l’Immaculée Conception,.
Le Portugal est placé sous le patronage de l'Immaculée Conception depuis le Moyen Âge. Le 1er décembre 1640, après 60 ans d’union avec l’Espagne, les Portugais reprennent leur indépendance. Six ans plus tard, le nouveau roi João IV place le pays sous la protection de la Vierge: dans l’église de Vila Viçosa où se trouve le palais familial, il dépose la couronne royale sur la tête de Notre-Dame de la Conception (Nossa Senhora da Conceição) qui est proclamée Reine et patronne du Portugal,. Par la suite, les rois du Portugal ne porteront plus jamais la couronne sur leur tête. Le 8 décembre est au Portugal le jour férié où les catholiques portugais fêtent celle qui est « reine, patronne et protectrice » de leur pays.
Les insurgés corses, réunis au couvent Saint François à Orezza en 1735, décidèrent de faire sécession d’avec la république de Gênes et proclamèrent l'indépendance de l'île. Ils placèrent leur jeune nation sous la protection de l'Immaculée Conception, dotant la Corse de son hymne religieux Dio Vi Salvi Regina consacré à la Vierge Marie et de son jour de fête nationale, le 8 décembre. Aujourd'hui encore, dans les villes et les villages de Corse, le 8 décembre est un jour de célébrations religieuses et de réjouissances.
En 1846, le VIe concile provincial de Baltimore proclame la « bienheureuse Vierge Marie conçue sans péché », c'est-à-dire Immaculée Conception, patronne des États-Unis d’Amérique.

### Fête de l'Immaculée Conception

L'Immaculée Conception de Tiepolo au musée du Prado.

L'Immaculée Conception se fête le 8 décembre, neuf mois avant la fête de la Nativité de Marie, depuis 1476, par décision de Sixte IV.
Les premières traces de cette fête de « l'Immaculée Conception » dans la chrétienté remontent au VIIIe siècle dans l'Église grecque. Elle était alors célébrée le 9 décembre à Constantinople. Certains émettent l'hypothèse que cette fête était déjà célébrée au VIe siècle dans les laures monastiques. Georges de Nicomédie, au IXe siècle y fait référence comme étant « la fête de la Vierge la plus récente ». À la même époque, cette fête était déjà connue en Irlande, au Danemark et en Angleterre aussi.
Pierre d'Ailly, aumônier du roi Charles VI, lui conseille la célébration de la fête de l'Immaculée Conception. La Chapelle royale commence cette célébration en décembre sous le règne de Charles VI, vraisemblablement en 1389.
Dans l’Église catholique, la fête de l'Immaculée Conception est célébrée le 8 décembre avec rang de solennité. En France, cette fête est particulièrement marquée dans le diocèse de Lyon depuis 1852. La fête a été renommée de manière profane en Fête des lumières, (à ne pas confondre avec la chandeleur). Le 8 décembre est férié dans les cantons suisses de culte majoritaire catholique (Argovie, Fribourg, Jura, Lucerne, Nidwald, Obwald, Saint-Gall, Tessin, Uri, Valais, Zoug).

## Immaculée Conception dans l'art
Le dogme de l'Immaculée conception est devenu un thème dans l'art sacré. Ce thème est très représenté dans l'art baroque. Peu de peintures représentent la naissance de Marie. L'attribut associé à Marie Immaculée est le croissant de lune, ou encore les douze étoiles, l'attitude d'orante, à cela s'ajoute parfois le serpent situé sous ses pieds. Éléments qu'on retrouve par exemple sur les peintures ci-dessous, réalisées par Bartolomé Esteban Murillo, Francesco Vanni et Pierre Paul Rubens. 

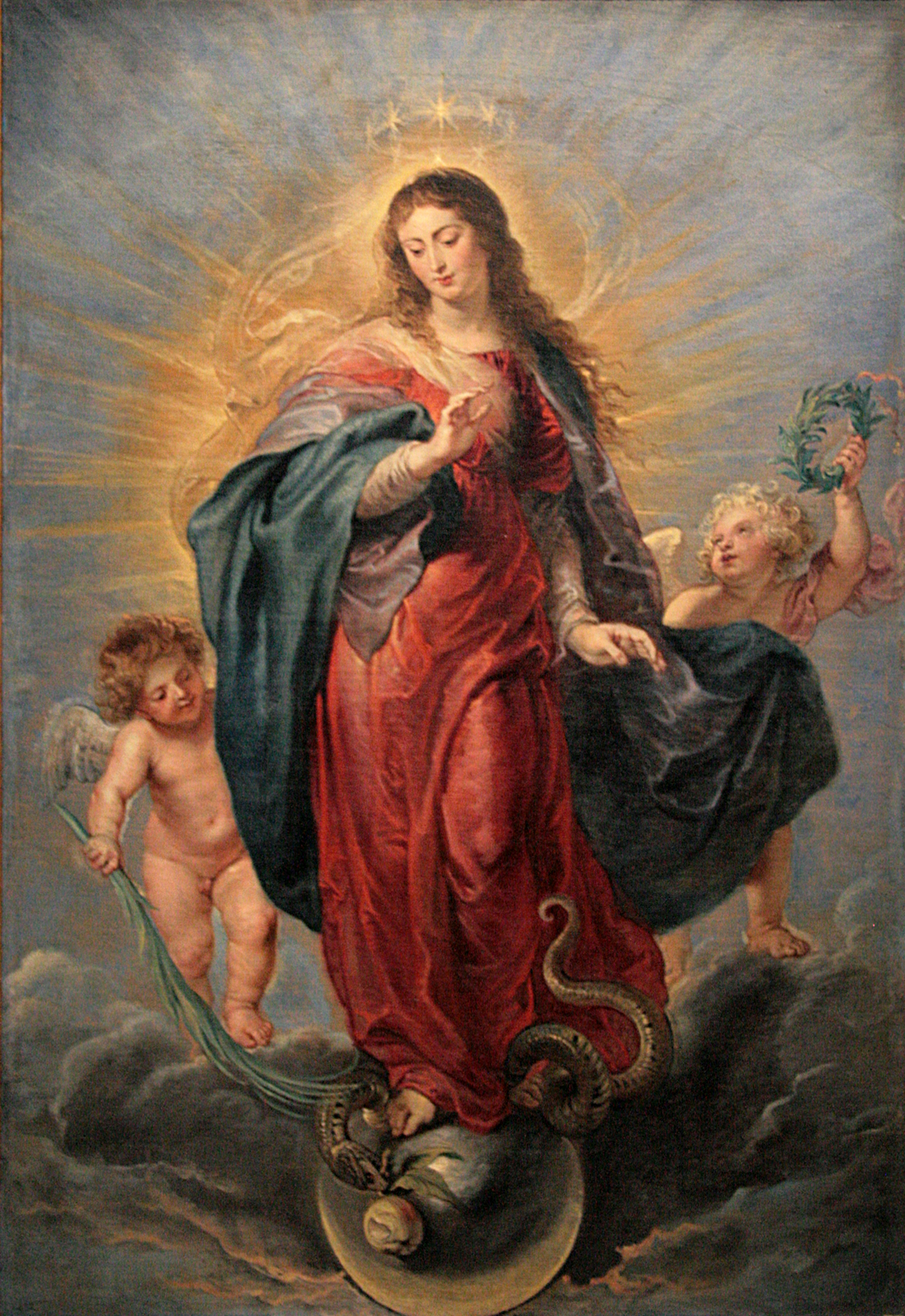
L'Immaculée Conception par Pierre Paul Rubens au musée du Prado.
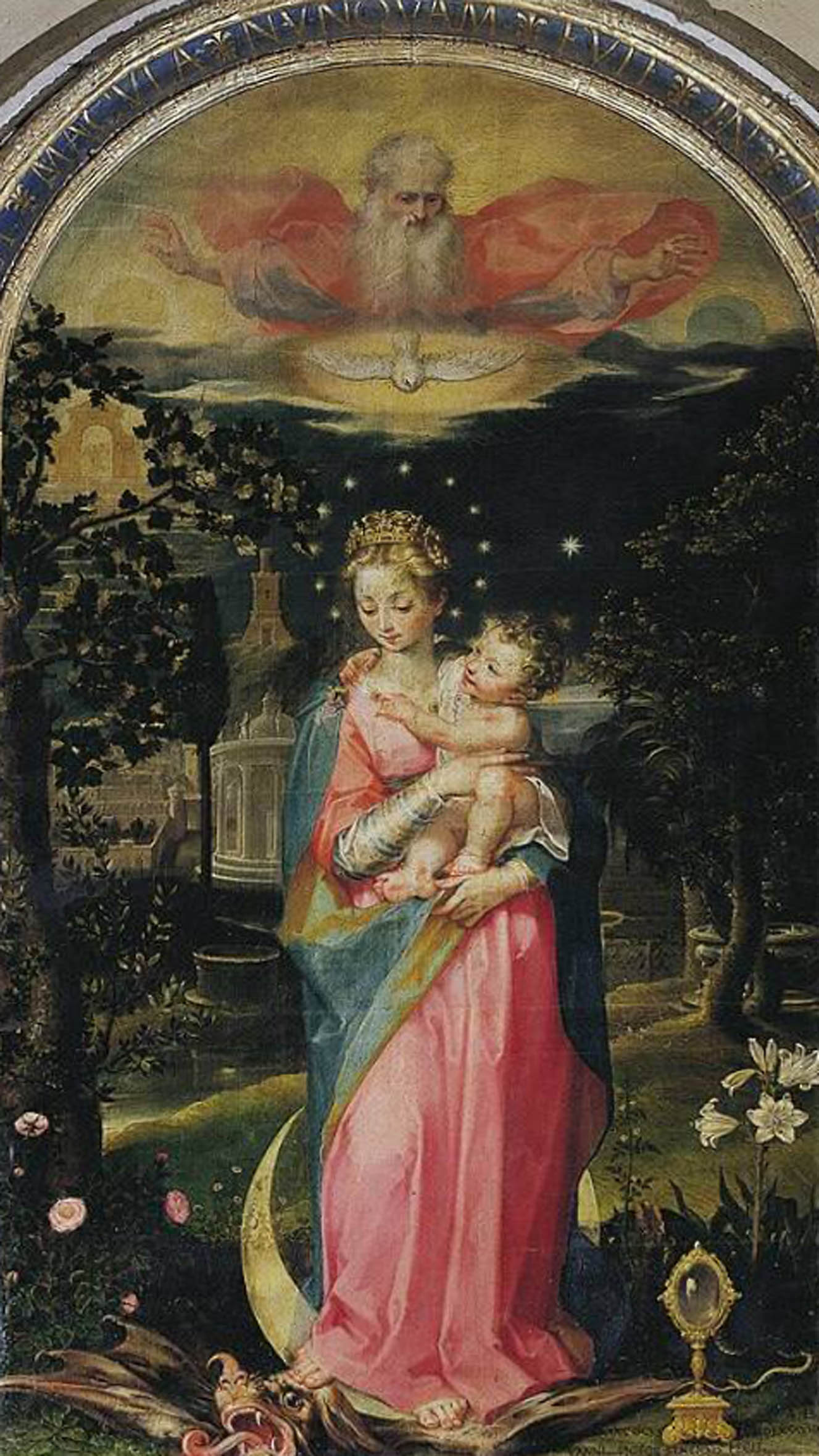
par Francesco Vanni (1588).
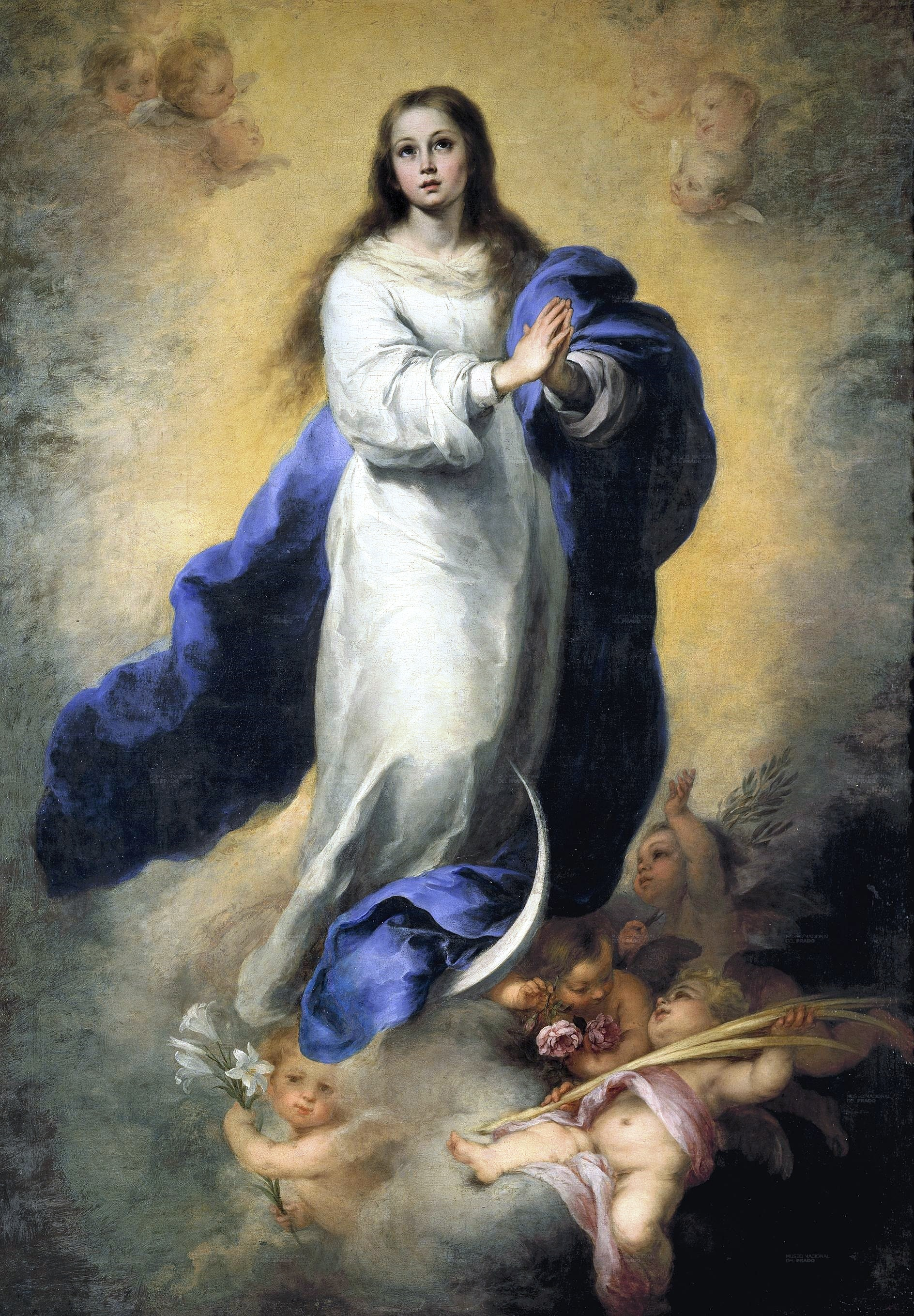
par Bartolomé Esteban Murillo (1660-1665).